# HD 20367
HD 20367 ist ein etwa 87 Lichtjahre entfernter Hauptreihenstern der Spektralklasse G0 im Sternbild Widder, bei dem ein Exoplanet entdeckt wurde. Der Stern besitzt eine scheinbare Helligkeit von 6,4 mag.

## Planetarer Begleiter
Der Exoplanet HD 20367 b umkreist den Stern mit einer Umlaufperiode von rund 470 Tagen. Sein Orbit hat eine große Halbachse von ca. 1,2 Astronomischen Einheiten und eine Exzentrizität von ungefähr 0,3. Die Mindestmasse M·sin(i) des Objektes beträgt etwa 1,2 Jupitermassen. Das Objekt wurde von Mayor et al. mit Hilfe der Radialgeschwindigkeitsmethode entdeckt und 2002 publiziert.

## Weblink
- Enzyklopädie der extrasolaren Planeten